# Pyszówka

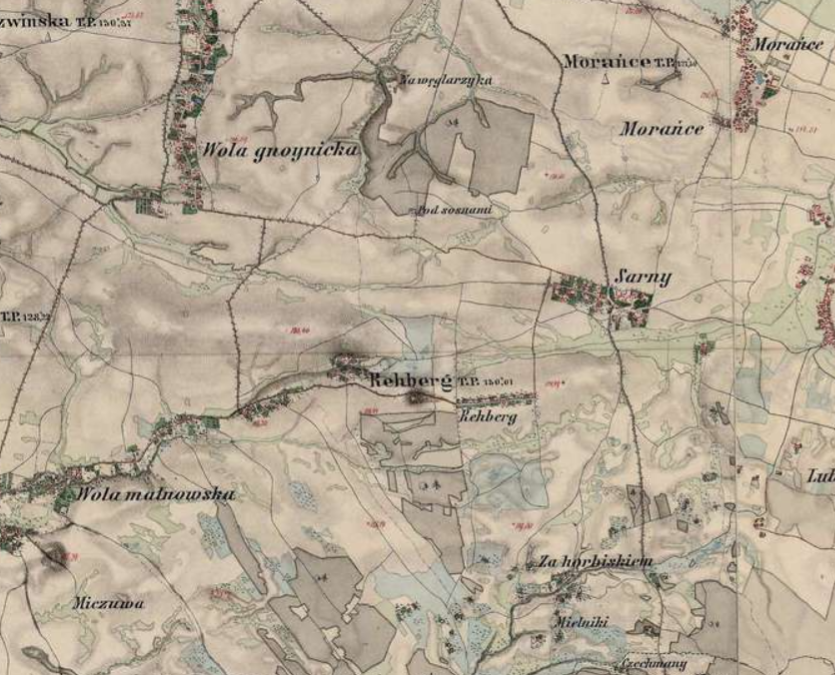
Położenie osady Rehberg względem sąsiedniej wsi Sarny na mapie z Drugiego Pomiaru Wojskowego Imperium Austriackiego z 1869 r.

Pyszówka (do 1928 w j. niem. Rehberg) – nieistniejąca kolonia niemiecka, położona w odległości ok. 1 km na południowy zachód od wsi Sarny, w parafii Krakowiec, powiecie jaworowskim koło Lwowa.
Założona została w roku 1788 w ramach tzw. kolonizacji józefińskiej. Pod koniec XIX w. rozpoczął się wykup gospodarstw niemieckich przez Polaków z Grodziska k. Leżajska i związana z tym faktem polonizacja wioski. W roku 1900 Rehberg został wykreślony z ewidencji wspólnot ewangelickich, a w roku 1904 ówczesny biskup przemyski, Józef Pelczar dokonał wyświęcenia dawnego zboru protestanckiego na kaplicę rzymskokatolicką pw. św. Barbary, przynależną do parafii św. Jakuba Apostoła w Krakowcu.
W roku 1927 nastąpiła zmiana nazwy z „Rehbergu” na „Pyszówkę” – nazwę pochodzącą od nazwiska długoletniego sołtysa osady, Wojciecha Pysza.
7 kwietnia 1944 roku, w wyniku nocnego napadu UPA, Pyszówka została doszczętnie spalona. Zdaniem Grzegorza Motyki zginęły 52 osoby narodowości polskiej, a 45 gospodarstw zostało zniszczonych.